# Radu Popa
Radu Popa (n. 23 iulie 1933, Sighișoara – d. 12 februarie 1993) a fost un arheolog și istoric român.

## Familia
Radu Popa s-a născut la Sighișoara, ca fiu al avocatului Ilie Popa, originar din Amlașul Sibiului.

## Studiile
Între 1951 și 1962 a făcut studii de istorie și de drept, la București. În 1968 și-a luat doctoratul în istorie. Între 1953 și 1963 a fost muzeograf la Muzeul de Artă al R.S.R., pentru ca apoi să se mute la Institutul de arheologie, unde a deținut gradul de cercetător principal.

## Activitatea
În calitate de medievist, Popa a studiat epoca formării statelor medievale române, în principal în regiunile Maramureș și Hațeg. S-a folosit în acest scop atât de izvoare scrise, cât și de săpături arheologice. A avut de asemenea contribuții în domeniul artei și culturii feudale românești din zona Dunării de Jos.
La 24 ianuarie 1985 Radu Popa a semnat alături de D.M. Pippidi, Grigore Ionescu, Dinu Giurescu, Vasile Drăguț, Răzvan Theodorescu și Aurelian Trișcu o scrisoare către dictatorul Nicolae Ceaușescu, în care pledau în „al 12-lea ceas” pentru păstrarea mănăstirilor Văcărești și Mihai Vodă, care începuseră să fie demolate de autorități, pentru a face loc proiectului urbanistic al regimului comunist.
Decesul său a întrerupt cercetarea arheologică a ruinelor mănăstirii benedictine de la Sânnicolau de Beiuș.

## Memoria
Între 15 și 17 mai 2003 a fost organizată la Sighișoara o conferință internațională în memoria lui, manifestarea fiind dublată și de o emisiune a Europei Libere, la care au participat Mihnea Berindei, Victor Eskenazy și Ion Vianu.
În 1994, Radu Popa a fost declarat „Cetățean de onoare al orașului Sighișoara”.